# Rząd Narodowy Cywilny
Rząd Narodowy Cywilny – najwyższy organ władzy powstania styczniowego od 12 marca do 21 marca 1863.

## Utworzenie
12 marca 1863 emisariusze stronnictwa białych,udając emisariuszy Tymczasowego Rządu Narodowego, przekonali niezorientowanego w sprawach politycznych Mariana Langiewicza do objęcia dyktatury. Ten powołał nowy Rząd Narodowy Cywilny, rozwiązując formalnie TRN. Langiewicz wydał dekret, w którym ogłaszał m.in.: wszelkie dotychczasowe istniejące władze cywilne i wojskowe jakiegokolwiek pochodzenia niniejszym dekretem rozwiązuję.
Dotychczasowi członkowie TRN uznali, że rząd dotychczasową swoją władzę składa w jego ręce i wzywa cały naród do posłuszeństwa dyktatorowi. Jednak zastrzegli sobie, że w części kraju zajętej przez nieprzyjaciela z upoważnienia dyktatora rozporządzenia wydawać będzie Komisja Wykonawcza. Utworzono tym samym Komisję Wykonawczą Dyktatora w Warszawie.

## Skład
W skład rządu weszło czterech dyrektorów wydziałów:
- Józef Wysocki, dyrektor Wydziału Wojny
- Leon Królikowski, dyrektor Spraw Wewnętrznych
- ks. Jan Tadeusz Lubomirski, dyrektor Wydziału Spraw Zagranicznych
- n. n. dyrektor Wydziału Skarbu